# Tourtouse
Tourtouse ist eine französische Gemeinde mit 165 Einwohnern (Stand 1. Januar 2022) im Département Ariège in der Region Okzitanien. Sie gehört zum Kanton Portes du Couserans und zum Arrondissement Saint-Girons. 

## Lage
Die Gemeinde grenzt im Norden an Fabas, im Nordosten an Sainte-Croix-Volvestre, im Osten an Lasserre, im Süden an Barjac, im Südwesten an Taurignan-Castet und im Westen an Bédeille. Der Ort wird vom Lens umflossen.

## Bevölkerungsentwicklung

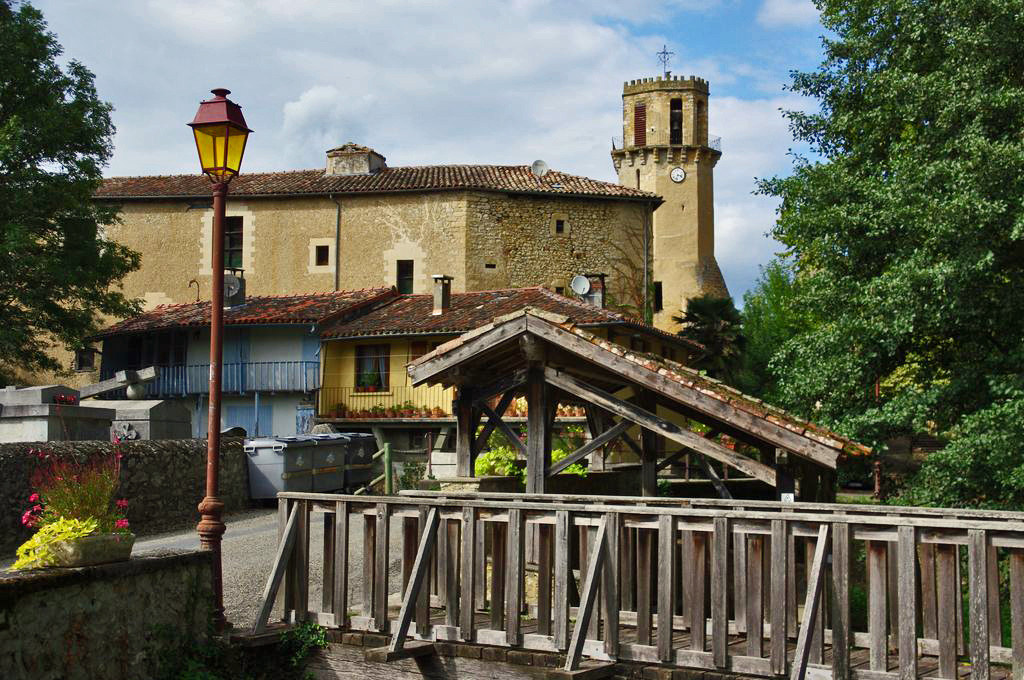
Ensemble monumental de Tourtouse, Monument historique seit 2010

| Jahr                       | 1962 | 1968 | 1975 | 1982 | 1990 | 1999 | 2008 | 2016 |
| -------------------------- | ---- | ---- | ---- | ---- | ---- | ---- | ---- | ---- |
| Einwohner                  | 291  | 224  | 212  | 201  | 174  | 169  | 160  | 141  |
| Quellen: Cassini und INSEE |      |      |      |      |      |      |      |      |